# Jan Alexander van Geen
Jan Alexander van Geen (Den Helder, 13 juni 1868 — IJsselstein, 8 mei 1945) was een Nederlands burgemeester en luitenant-ter-zee 2e klasse.

## Levensloop
Jonkheer Jan Alexander van Geen, lid van de familie Van Geen, was een zoon van Alexander James baron van Geen, kapitein-ter-zee en waterschout te Amsterdam. Na zijn opleiding werd Van Geen luitenant-ter-zee 2e klasse. In 1903 trouwde hij in Maastricht met jonkvrouwe Marie Pauline Alexandrine van der Maesen de Sombreff. Van Geen was tussen 1907 en 1934 de burgemeester van respectievelijk Valkenburg, Weerselo en Wijk bij Duurstede.